# Karl Goswin Uphues
Karl Goswin Uphues, född 13 mars 1841 i Brochterbeck nära Tecklenburg i Nordrhein-Westfalen, död 18 september 1916 i Halle, var en tysk filosof. 
Uphues, som var extra ordinarie professor i Halle från 1890 till sin död, ägnade sig särskilt åt logiska forskningar, i Einführung in die moderne Logik (1903; 2:a upplagan 1913) och Erkenntniskritische Logik (1909), samt åt religionsfilosofi, i Über die Idee einer Philosophie des Christentums (1901) och Religiöse Vorträge (1903).